# ماتياس بيريز أكونا
ماتياس بيريز أكونا (بالإسبانية: Matías Pérez Acuña)‏ هو لاعب كرة قدم أرجنتيني، ولد في 9 فبراير 1994 في بوينس آيرس في الأرجنتين. لعب مع فيليز سارسفيلد.

## وصلات خارجية
- ماتياس بيريز أكونا على موقع قاعدة بيانات كرة القدم.إي يو (الإنجليزية)
- ماتياس بيريز أكونا على موقع Soccerway.com (الإنجليزية)